# Lijst van voetbalinterlands Bosnië en Herzegovina - Denemarken (vrouwen)
Deze lijst van voetbalinterlands is een overzicht van alle officiële voetbalinterlands tussen de nationale vrouwenteams van Bosnië en Herzegovina en Denemarken. De landen hebben tot nu toe vier keer tegen elkaar gespeeld.

## Wedstrijden
| № | Plaats | Datum             | Competitie           | Wedstrijd                          | Uitslag |
| - | ------ | ----------------- | -------------------- | ---------------------------------- | ------- |
| 1 | Viborg | 4 oktober 2019    | EK 2022 kwalificatie | Denemarken − Bosnië en Herzegovina | 2 − 0   |
| 2 | Zenica | 17 september 2020 | EK 2022 kwalificatie | Bosnië en Herzegovina − Denemarken | 0 − 4   |
| 3 | Viborg | 21 oktober 2021   | WK 2023 kwalificatie | Denemarken − Bosnië en Herzegovina | 8 − 0   |
| 4 | Zenica | 25 november 2021  | WK 2023 kwalificatie | Bosnië en Herzegovina − Denemarken | 0 − 3   |

## Samenvatting
| Competitie      | Totaal gespeeld | Winst Bosnië en Herzegovina | Gelijk | Winst Denemarken | Doelsaldo Bosnië en Herzegovina – Denemarken |
| --------------- | --------------- | --------------------------- | ------ | ---------------- | -------------------------------------------- |
| WK-kwalificatie | 2               | 0                           | 0      | 2                | 0 − 11                                       |
| EK-kwalificatie | 2               | 0                           | 0      | 2                | 0 − 6                                        |
| Totaal          | 4               | 0                           | 0      | 4                | 0 − 17                                       |